# Markaz az Zaqāzīq
Markaz az Zaqāzīq (arabiska: مركز الزقازيق) är en region i Egypten.   Den ligger i guvernementet ash-Sharqiyya, i den norra delen av landet, 60 km norr om huvudstaden Kairo.